# Anton Edgren
Anton Edgren, född 1882, död 1944, var en svensk företagsledare och generalkonsul. Edgren var disponent, verkställande direktör och ägare för AB Kalmar Chokladfabrik (sedermera Nordchoklad AB) från 1913 fram till sin död 1944.
Edgren var utbildad konditor i Göteborg och kom till AB Kalmar Konfekt och Karamellfabrik 1909 som arbetsledare. Edgren blev så småningom disponent, verkställande direktör och ägare av verksamheten som sålde produkter under varumärket Röda Ugglan och växte till att 1940 sysselsätta över 700 anställda i en fabrik på 2700 kvadratmeter. 
Efter Anton Edgrens död 1944 tog sönerna konsul Folke Edgren (VD) och Gösta Edgren (teknisk direktör) över ledningen och 1950 såldes AB Kalmar Chokladfabrik till KF och bytte senare namn till Nordchoklad AB.
Anton Edgren är farfarsfar till Pontus Edgren. 